# Diaea adusta
Diaea adusta är en spindelart som först beskrevs av Ludwig Carl Christian Koch 1867.  Diaea adusta ingår i släktet Diaea och familjen krabbspindlar.
Artens utbredningsområde är Queensland. Inga underarter finns listade i Catalogue of Life.